# El Campillo (Andaluzia)
El Campillo é um município da Espanha na província de Huelva, comunidade autónoma da Andaluzia, de área 91 km² com população de 2237 habitantes (2007) e densidade populacional de 25,30 hab/km².

## Demografia
| Variação demográfica do município entre 1991 e 2004 | Variação demográfica do município entre 1991 e 2004 | Variação demográfica do município entre 1991 e 2004 | Variação demográfica do município entre 1991 e 2004 |
| --------------------------------------------------- | --------------------------------------------------- | --------------------------------------------------- | --------------------------------------------------- |
| 1991                                                | 1996                                                | 2001                                                | 2004                                                |
| 2651                                                | 2452                                                | 2386                                                | 2293                                                |